# 20周年カニバーサミー
『20周年カニバーサミー』（にじっしゅうねんカニバーサミー）は、1997年7月2日に発売された所ジョージの2作目の編集盤。英題は『20th cAniversamy』。

## 概要
タイトルの通り、レコード・デビュー20周年を記念して制作されたアルバム（本人曰く「20年分の反省」）。過去の楽曲から11曲をオリジナル音源で収録、10曲をリメイク。さらに新曲も加えた2枚組である。
なお、「カニバーサミー」とは、記念を意味する「アニバーサリー(Anniversary)」と柔道の技「蟹挟（かにばさみ）」をかけた駄洒落である。英題の「cAniversamy」はジャケットには赤字で書かれているが、「c」と「m」の右半分が白になっており、赤い部分だけを見ると「Anniversary」と読めるようになっている。

## 収録曲
| 全作詞・作曲: 所ジョージ（#1、作曲: 井上鑑）。 |                                       |                                 |                                 |                        |      |
| #                                              | タイトル                              | 作詞                            | 作曲・編曲                      | 編曲                   | 時間 |
| 1.                                             | 「Opening Gambols」                   | 所ジョージ（#1、作曲: 井上鑑 ） | 所ジョージ（#1、作曲: 井上鑑 ） | 井上鑑                 | 1:47 |
| 2.                                             | 「花婿」                              | 所ジョージ（#1、作曲: 井上鑑 ） | 所ジョージ（#1、作曲: 井上鑑 ） | 井上鑑                 | 4:00 |
| 3.                                             | 「感謝のニューアルバム」              | 所ジョージ（#1、作曲: 井上鑑 ） | 所ジョージ（#1、作曲: 井上鑑 ） | 所ジョージ、坂崎幸之助 | 3:55 |
| 4.                                             | 「組曲 冬の情景」                     | 所ジョージ（#1、作曲: 井上鑑 ） | 所ジョージ（#1、作曲: 井上鑑 ） |                        | 3:19 |
| 5.                                             | 「西武沿線」                          | 所ジョージ（#1、作曲: 井上鑑 ） | 所ジョージ（#1、作曲: 井上鑑 ） | 所ジョージ、坂崎幸之助 | 4:18 |
| 6.                                             | 「一年中クリスマス -セロリ・パセリ-」 | 所ジョージ（#1、作曲: 井上鑑 ） | 所ジョージ（#1、作曲: 井上鑑 ） | 葵まさひこ             | 2:42 |
| 7.                                             | 「純情」                              | 所ジョージ（#1、作曲: 井上鑑 ） | 所ジョージ（#1、作曲: 井上鑑 ） | 所ジョージ、坂崎幸之助 | 1:27 |
| 8.                                             | 「昔の車で乗ってます」                | 所ジョージ（#1、作曲: 井上鑑 ） | 所ジョージ（#1、作曲: 井上鑑 ） | クニ河内               | 4:26 |
| 9.                                             | 「春二番」                            | 所ジョージ（#1、作曲: 井上鑑 ） | 所ジョージ（#1、作曲: 井上鑑 ） | 所ジョージ、坂崎幸之助 | 3:27 |
| 10.                                            | 「まったくやる気がございません」      | 所ジョージ（#1、作曲: 井上鑑 ） | 所ジョージ（#1、作曲: 井上鑑 ） | クニ河内               | 2:35 |
| 11.                                            | 「寿司屋」                            | 所ジョージ（#1、作曲: 井上鑑 ） | 所ジョージ（#1、作曲: 井上鑑 ） | ドゥビー・ドゥバーズ   | 2:08 |
| 12.                                            | 「ミミソラソ」                        | 所ジョージ（#1、作曲: 井上鑑 ） | 所ジョージ（#1、作曲: 井上鑑 ） | クニ河内               | 2:51 |
| 13.                                            | 「ちり紙」                            | 所ジョージ（#1、作曲: 井上鑑 ） | 所ジョージ（#1、作曲: 井上鑑 ） | 所ジョージ、坂崎幸之助 | 2:31 |
| 14.                                            | 「車庫証明騒動歌」                    | 所ジョージ（#1、作曲: 井上鑑 ） | 所ジョージ（#1、作曲: 井上鑑 ） | 幾見雅博               | 3:19 |
| 合計時間:                                      | 合計時間:                             | 合計時間:                       | 42:45                           |                        |      |

| 全作詞・作曲: 所ジョージ（#14、作曲: 井上鑑）。 |                                    |                                 |                                 |                              |      |
| #                                               | タイトル                           | 作詞                            | 作曲・編曲                      | 編曲                         | 時間 |
| 1.                                              | 「畳」                             | 所ジョージ（#14、作曲: 井上鑑） | 所ジョージ（#14、作曲: 井上鑑） | 所ジョージ、坂崎幸之助       | 1:49 |
| 2.                                              | 「チリ紙の台」                     | 所ジョージ（#14、作曲: 井上鑑） | 所ジョージ（#14、作曲: 井上鑑） | 磯見雅博                     | 3:27 |
| 3.                                              | 「決定版フォーク大全集（完結編）」 | 所ジョージ（#14、作曲: 井上鑑） | 所ジョージ（#14、作曲: 井上鑑） | 所ジョージ、坂崎幸之助       | 4:33 |
| 4.                                              | 「精霊もどし」                     | 所ジョージ（#14、作曲: 井上鑑） | 所ジョージ（#14、作曲: 井上鑑） | 井上鑑                       | 4:21 |
| 5.                                              | 「雨のしずく」                     | 所ジョージ（#14、作曲: 井上鑑） | 所ジョージ（#14、作曲: 井上鑑） | NASTY                        | 4:05 |
| 6.                                              | 「騒いでいようぜ」                 | 所ジョージ（#14、作曲: 井上鑑） | 所ジョージ（#14、作曲: 井上鑑） | 所ジョージ、坂崎幸之助       | 3:19 |
| 7.                                              | 「TIME IS GREENPEAS」              | 所ジョージ（#14、作曲: 井上鑑） | 所ジョージ（#14、作曲: 井上鑑） | NASTY                        | 5:42 |
| 8.                                              | 「西武園恋唄」                     | 所ジョージ（#14、作曲: 井上鑑） | 所ジョージ（#14、作曲: 井上鑑） | 所ジョージ、坂崎幸之助       | 2:54 |
| 9.                                              | 「生活の基礎」                     | 所ジョージ（#14、作曲: 井上鑑） | 所ジョージ（#14、作曲: 井上鑑） | 井上鑑、山木秀夫、所ジョージ | 2:46 |
| 10.                                             | 「彼女にします」                   | 所ジョージ（#14、作曲: 井上鑑） | 所ジョージ（#14、作曲: 井上鑑） | 所ジョージ、坂崎幸之助       | 2:28 |
| 11.                                             | 「白いTシャツ」                    | 所ジョージ（#14、作曲: 井上鑑） | 所ジョージ（#14、作曲: 井上鑑） | NASTY                        | 4:20 |
| 12.                                             | 「せみ Part 1.」                   | 所ジョージ（#14、作曲: 井上鑑） | 所ジョージ（#14、作曲: 井上鑑） | 所ジョージ、坂崎幸之助       | 1:41 |
| 13.                                             | 「どぶがたまってかわくように」     | 所ジョージ（#14、作曲: 井上鑑） | 所ジョージ（#14、作曲: 井上鑑） | 井上鑑                       | 4:17 |
| 14.                                             | 「Ending Gambols」                 | 所ジョージ（#14、作曲: 井上鑑） | 所ジョージ（#14、作曲: 井上鑑） | 井上鑑                       | 3:23 |
| 合計時間:                                       | 合計時間:                          | 合計時間:                       | 49:05                           |                              |      |

## 曲解説

### Disc 1
「組曲 冬の情景」
- デビューシングル「ギャンブル狂騒曲」のB面。

「まったくやる気がございません」
- アルバムバージョンを収録。

「寿司屋」
- アルバムバージョンを収録。

「ちり紙」
- アルバム『僕の犬』でもリメイクした楽曲。
- 『僕の犬』では1番のみが歌われていたため、本アルバムでは2番から歌っている。

### Disc 2
「決定版フォーク大全集（完結編）」
- リメイクだが、途中で原曲にない歌詞が追加されている。

「精霊もどし」
- 後に吉田拓郎にあげようとして断られた逸話がある。